# Лагодити живих (фільм)
«Лагодити живих» (фр. Réparer les vivants) — французько-бельгійський фільм-драма 2017 року, режисера Катель Кілевере, за однойменним романом французької письменниці Мейліс де Керангаль, що вийшов у 2013 році. Прем'єра фільму відбулася 4 вересня 2016 року, де він брав участь в секції Горизонти на 73-му Венеційському міжнародному кінофестивалі.

## Сюжет
Молодий серфінгіст, повертаючись з моря, потрапляє в автомобільну аварію, після чого опиняється в реанімаційному відділенні лікарні в Гаврі. Його стан критичний, лікарі роблять усе можливе, але не дають ніяких гарантій. Звістка про смерть — найстрашніше, що тільки можуть почути батьки, і саме це випадає на долю матері та батька Симона. Лікарі пропонують їм подумати про донорство органів — можливо, їх підключений зараз до систем життєзабезпечення син ще може врятувати чиєсь життя…

## У ролях
| • Тахар Рахім      | … | Тома Ремі         |
| • Еммануель Сеньє  | … | Маріанна          |
| • Енн Дорваль      | … | Клер Межо         |
| • Булі Ланнерс     | … | лікар П'єр Револь |
| • Кул Шен          | … | Вінсент           |
| • Монія Шокрі      | … | Жанна             |
| • Еліс Тальоні     | … | Анн Геронд        |
| • Карім Леклу      | … | Вержільйо Брева   |
| • Фіннеган Олдфілд | … | Максим            |
| • Тео Чолбі        | … | Сем               |
| • Аліс де Ланкесе  | … | Аліс Арфо         |
| • Геба Верде       | … | Симон             |

## Знімальна група
- Автор сценарію — Катель Кілевере, Жиль Торан
- Режисер-постановник — Катель Кілевере
- Продюсер — Філіп Мартен, Жустен Торан, Давид Тіон
- Співпродюсери — Жан-Ів Рубін, Касандра Варнотс
- Композитор — Александр Деспла
- Оператор — Том Гарарі
- Художник-постановник — Данієль Беван
- Художник по костюмах — Ізабель Паннетьє
- Артдиректор — Вірджинія Монтель
- Художники-декоратори — Огюст Діаз, Марселло Еспозіто, Тома Стек

## Нагороди та номінації
| Список нагород та номінацій             | Список нагород та номінацій | Список нагород та номінацій                     | Список нагород та номінацій | Список нагород та номінацій | Список нагород та номінацій |
| Кінопремія                              | Дата церемонії              | Категорія                                       | Номінант(и)                 | Результат                   | Дж                          |
| --------------------------------------- | --------------------------- | ----------------------------------------------- | --------------------------- | --------------------------- | --------------------------- |
| Венеційський міжнародний кінофестиваль  | 31.08-10.09.2016            | Приз Венеційські горизонти — Найкращий фільм    | Лагодити живих              | Номінація                   |                             |
| Міжнародний кінофестиваль у Вальядоліді | 2016                        | Золотий колос за найкращий фільм                | Лагодити живих              | Номінація                   |                             |
| Міжнародний кінофестиваль у Торонто     | 2016                        | Приз Платформа                                  | Катель Кілевере             | Номінація                   |                             |
| Гентський міжнародний кінофестиваль     | 2016                        | Гран-прі                                        | Лагодити живих              | Номінація                   |                             |
| Премія «Сезар»                          | 24 лютого 2017              | Найкращий оригінальний або адаптований сценарій | Катель Кілевере, Жиль Торан | Номінація                   | [ 5 ]                       |